# Лужаньци
Лужаньци (кит. 陸戰棋, буквально «Наземные боевые шахматы») — китайская настольная игра для двух игроков. Также есть версия для четырёх игроков.

## Описание
Это абстрактная стратегическая игра с неполной информацией, поскольку каждый игрок имеет лишь ограниченные знания о расположении противоборствующих фигур. Цель игры состоит в том, чтобы захватить флаг противника, проникнув через его оборону, при этом пытаясь помешать ему захватить собственный флаг.